# Onchidella monodi
Onchidella monodi is een slakkensoort uit de familie van de Onchidiidae. De wetenschappelijke naam van de soort is voor het eerst geldig gepubliceerd in 1951 door Gabe, Prenant & Sourie.